# Saint-Jory-de-Chalais
Saint-Jory-de-Chalais is een gemeente in het Franse departement Dordogne in de regio Nouvelle-Aquitaine en telt 596 inwoners (1999). De plaats maakt deel uit van het arrondissement Nontron.

## Geografie
De oppervlakte van Saint-Jory-de-Chalais bedraagt 31,6 km², de bevolkingsdichtheid is 18,9 inwoners per km².
De onderstaande kaart toont de ligging van Saint-Jory-de-Chalais met de belangrijkste infrastructuur en aangrenzende gemeenten.

## Demografie
Onderstaande figuur toont het verloop van het inwonertal (bron: INSEE-tellingen).